# Крапка, крапка, кома…
«Крапка, крапка, кома…» (рос. «Точка, точка, запятая…») — радянська музична комедія, створена на студії «Мосфільм» в 1972 році режисером  Олександром Міттою.

## Сюжет
У 8 «А» класі вчиться звичайний хлопчина — Льоша Жильцов. У класі всі вважають себе «особистостями», і лише один Льоша нічого з себе не представляє. І ось одного разу в класі з'являється новенька — Женя Каретникова — спокійна, розумна, серйозна дівчинка. Вони з Льошею подружилися. Поступово, спілкуючись з нею, Льоша розуміє, що всі його біди від його власної ліні і небажання змінити себе, зробити себе краще. Льоша намагається і поступово стає сильніше, сміливіше, старанніше і кмітливіше. Настає день, коли йому необхідно проявити свої нові якості. Команда його класу виступає в естафеті, і Льоші доводиться замінити товариша, який вибув з ладу в останній момент. У підсумку, завдяки йому, його команда виграє естафету.

## У ролях
- Сергій Данченко —  Льоша Жильцов
- Михайло Козловський —  Волька
- Ольга Рижникова —  Женя Каретникова
- Юрій Нікулін —  Жильцов, тато Льоші
- Заза Кіквідзе —  Вахтанг Турманідзе
- Марина Щербова —  Галя Вишнякова
- Людмила Сухова —  Зіна Крючкова
- Андрій Васильєв —  Вадим Костров
- Євген Перов —  Іван Федорович Приходько, учитель фізики
- Євген Герасимов —  піонервожатий Саша
- Володимир Заманський —  Каретников, тато Жені
- Жанна Прохоренко —  вчителька початкових класів
- Тетяна Нікуліна —  Жильцова, мама Льоші
- Наталія Селезньова —  дільничний лікар
- Кім Страчук —  Костянтин Іванович, фізрук

## Знімальна група
- Сценарій —  Михайло Львовський,  Олександр Мітта
- Постановка —  Олександр Мітта
- Оператор-постановник —  Роман Веселер
- Художник-постановник —  Іван Пластинкін
- Композитор —  Геннадій Гладков
- Тексти пісень —  Юлій Кім
- Диригент —  Костянтин Кримець
- Мультиплікація —  Володимир Тарасов